# Telmatogeton eshu
Telmatogeton eshu är en tvåvingeart som först beskrevs av Oliveira 2000.  Telmatogeton eshu ingår i släktet Telmatogeton och familjen fjädermyggor. Inga underarter finns listade i Catalogue of Life.